# The Machinery of Freedom
As Engrenagens da Liberdade (The Machinery of Freedom) é um livro de 1973 de não-ficção escrito pelo economista David Friedman que defende que uma sociedade pode funcionar sem Estado.
O Institute of Public Affairs, um think tank libertário localizado na Austrália, incluía "The Machinery of Freedom" em uma lista dos "20 livros mais importantes que você deve ler antes de morrer" em 2006. A revista Liberty publicou o livro entre os dez melhores livros libertários, elogiando Friedman por abordar os problemas relacionados aos sistemas de defesa nacionais privados e tentar resolvê-los.